# Xestia vernilis
Xestia vernilis là một loài bướm đêm trong họ Noctuidae.